# باد دوبران (ناحیه)
باد دوبران (ناحیه) (به آلمانی: Landkreis Bad Doberan) یک ناحیه در آلمان است که در مکلنبورگ-فورپومرن واقع شده‌است. باد دوبران ۱۱۷٬۱۹۷ نفر جمعیت دارد.